# 레고 마인드스톰

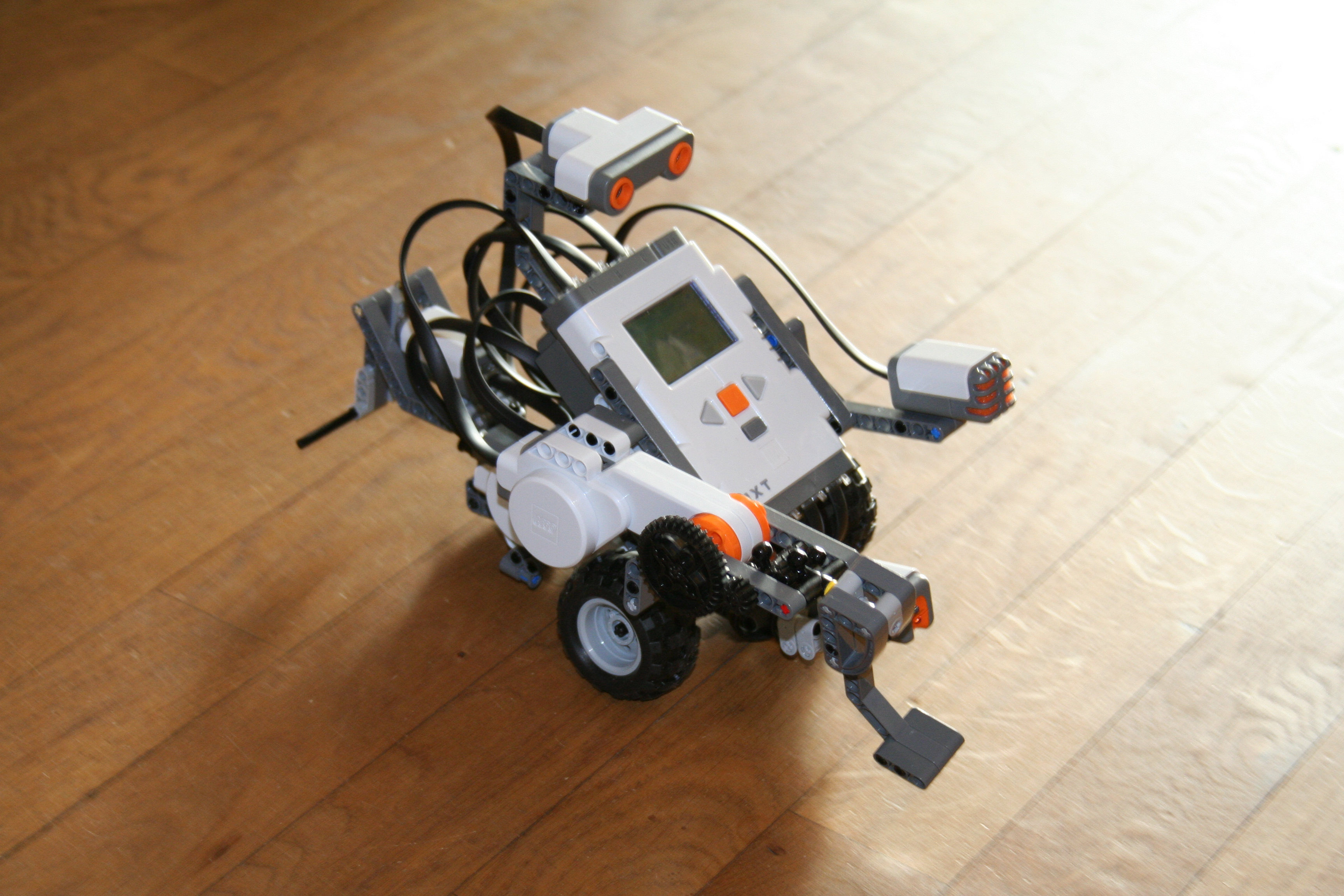

레고 마인드스톰(Lego Mindstorms)은 레고 블록으로 프로그래밍되는 로봇을 만드는 레고의 제품군을 말한다. 레고 마인드스톰은 레고 블록을 기반으로 프로그래밍 가능한 로봇을 개발하는 단종된 하드웨어 및 소프트웨어 구조이다.
마인드스톰 키트를 사용하면 사용자는 실제 세계와 상호 작용하는 창작물을 만들 수 있다. 모든 마인드스톰 키트는 다양한 레고 요소, "스마트 브릭"(내부적으로 프로그래밍 가능 브릭 또는 "pbrick"), 스마트 브릭용 부착물 두 개(예: 모터 및 센서) 및 프로그래밍 소프트웨어로 구성된다. 기존의 레고 세트와 달리 마인드스톰 키트에는 제작할 메인 모델이 없다. 샘플 빌드는 마인드스톰의 각 버전에 포함되어 있지만 키트는 사용자가 자신의 디자인을 만들고 프로그래밍할 수 있도록 개방형이다.
집에서 사용하는 것 외에도 마인드스톰 제품은 학교와 FIRST 레고 리그와 같은 로봇 공학 대회에서 널리 사용된다. 교육 환경에서 사용하도록 특별히 고안된 마인드스톰 키트 버전은 레고 에듀케이션에서 판매된다.
LEGO 마인드스톰의 타겟 고객은 어린이이지만 마인드스톰 애호가의 상당수는 성인이다. 성인 애호가들은 보다 복잡한 기능을 가능하게 하는 스마트 브릭용 대체 프로그래밍 언어와 운영 체제를 다수 개발했다.
원래 교육 구성주의를 지원하는 도구로 개념화되고 출시된 마인드스톰는 광범위한 청중이 사용할 수 있는 최초의 가정용 로봇 키트가 되었다. 1998년 제품 출시 이후 성인 애호가와 해커는 물론 학생과 일반 레고 매니아로 구성된 커뮤니티를 개발했다. 2022년 10월 레고 그룹은 레고 마인드스톰 브랜드가 연말까지 중단될 것이라고 발표했다. 로봇공학 교육 솔루션은 LEGO 에듀케이션 시리즈를 통해 계속해서 제공될 것이다.

## 같이 보기
- 세계 로봇 올림피아드